# Амбы
А́мбы (в переводе с амхарского — Горная крепость) — общее название плоских вершин Эфиопского нагорья в Африке, разделенных глубокими долинами.

## Описание
Состоят преимущественно из горизонтально залегающих пластов пород, которые бронированы устойчивыми к денудации песчаниками или покровами базальтов. Это и обуславливает плосковершинную форму гор. Амбы расположены на высоте до 4500 м.